# Buk lesní na Výhledech
Buk lesní na Výhledech je památný strom v oblasti rozptýlené samoty Výhledy obce  Horská Kvilda, jižně od Sušice v okrese Klatovy v Plzeňském kraji. Dožívající buk lesní (Fagus sylvatica) roste asi 1,5 km západně od jádra Horské Kvildy. Obvod jeho kmene měří 439 cm a koruna stromu dosahuje do výšky 20 m (měření 2000). Buk je chráněn od roku 1992 pro svůj vzrůst.